# ميلان بوبوفيتش (كرة يد)
ميلان بوبوفيتش مواليد 23 سبتمبر 1990 في ستنيي، الجبل الأسود، هو لاعب كرة يد مونتينيغري يلعب كجناح أيسر. مثل منتخب الجبل الأسود لكرة اليد.